# نجمة الصباح (مجموعة قصصية)
نجمة الصباح هي مجموعة قصصية الزهرة رميج الحائزة على الجائزة الأولى لثقافة بلا حدود في مجال القصة القصيرة جدًا بسوريا سنة 2007.صدرت عن المركز الثقافي العربي بالدار البيضاء وبيروت.تضم المجموعة 20قصة قصيرة وتقع في 110 صفحة.ترجمت إلى الفرنسية الإسبانية، البرتغالية، والإنجليزية.

## عناوين القصص
بعض العناوين للقصص القصيرة المكونة ل"نجمة الصباح"
- الهدية
- تكريم
- الحجر الحي
- هل لمعت عيناه؟
- مدينة الفحولة
- سيدات السوق
- في حضرة الأموات
- بحيرة الشيطان
- الراقص العجيب
- خارج المدار
- المقصورة المحرمة
- ذكرى
- نجمة الصباح (الإضاءة الافتتاحية)

## نبذة عن المجموعة القصصية
تتناول المجموعة القصصية الحياة اليومية للمواطن العادي، وتُعالج قضايا خاصة وعامة بأسلوب سردي يمزج بين الواقعية والتأمل. تستهل الكاتبة العمل بأقصوصة رمزية بعنوان "إضاءة"، تُجسد حوارًا فلسفيًا بين الديك ونجمة الصباح، وتُمهّد لمناخ القصص الداخلي. من بين القصص البارزة: "الهدية"، "تكريم"، "خارج المدار"، "المقصورة المحرمة"، "سيدات السوق"، "بحيرة الشيطان"، "الراقص العجيب"، وتتميز بأسلوبها الحواري العميق، وقدرتها على صهر الشخصيات داخل واقعها الرتيب دون أن تفقدها حيويتها أو عمقها الإنساني.

## شخصيات المجموعة
- فرح: بطلة قصة "الهدية"، امرأة عاشقة تواجه خيبة أمل بعد انتظار طويل لحبيبها الذي يتخلى عنها برسالة مؤلمة، فتتحول الهدية إلى رمز للتأمل في دروب الحياة.
- عامر: الحبيب الغائب في "الهدية"، يمثل نموذجًا للرجل الذي ينهزم أمام الواقع، ويختار الانسحاب رغم الحب.
- سي عمروش: شخصية محورية في قصة "تكريم"، مقاوم سابق يعاني من التهميش بعد الاستقلال، ويُكرّم بشكل رمزي وسط قاعة شبه فارغة، مما يعكس خيبة الأمل في الاعتراف الرسمي.
- الديك ونجمة الصباح: شخصيتان رمزيتان في أقصوصة "الإضاءة"، يُجسدان حوارًا فلسفيًا حول الغرور والنور والظلام، ويُمهّدان لمناخ المجموعة التأملي.
- نساء السوق: في قصة "سيدات السوق"، تظهر مجموعة من النساء اللواتي يُجسدن صراعات اجتماعية واقتصادية في فضاء شعبي، ويعكسن واقعًا متشابكًا من الطموح والانكسار.
- الراقص العجيب: شخصية غامضة في قصة تحمل الاسم نفسه، ترمز إلى التمرد على الرتابة والبحث عن الذات في فضاء غير مألوف.

## أقتباس من المجموعة
«صاح الديك ثلاث صيحات، نفخ ريشه، رفع رأسه إلى السماء مخاطبًا نجمة الصباح: ... لولاي ما أشرقت الشمس!» هذا الحوار الرمزي بين الديك ونجمة الصباح في "الإضاءة" الافتتاحية يُجسد صراعًا بين الغرور والحكمة، ويُمهّد لمناخ المجموعة القصصي.
«لا يرى حلكة الظلام إلا من يقطن العوالم السفلية. أما في الأعالي حيث أنا، فلا وجود لها!» تعبير فلسفي عميق عن اختلاف الرؤية حسب الموقع والوعي، ويعكس نظرة متعالية للضوء كرمز للصفاء والسمو.
«لقد اكتشفتُ أن الواقع أكبر من كل الأحلام، وأن الإنسان لعبة في يد القدر...» من قصة الهدية، ويُجسد لحظة انكسار عاطفي وتحول الهدية إلى رمز للتأمل في خيبة الأمل.

«تحولت الهدية... مع الزمن... إلى كتاب قيّم، تستلهم النور منه لاختراق دروب الحياة الشائكة.» تعبير عن قدرة الإنسان على تحويل الألم إلى حكمة، والرمز إلى وسيلة للنجاة.

## أسلوب المجموعة
تتميز مجموعة "نجمة الصباح" للكاتبة المغربية الزهرة رميج بأسلوب سردي يمزج بين الواقعية والتأمل الرمزي، حيث تُوظف الكاتبة لغة شاعرية دقيقة وحوارات داخلية تنقل القارئ بين الأزمنة والفضاءات النفسية والاجتماعية. تعتمد القصص على بناء شخصيات مألوفة تتحرك داخل واقع رتيب، وتُصاغ بعناية لتجسيد حالات إنسانية مثل الحب، الخذلان، النضال، والانتظار، مع توظيف رموز سردية مثل "نجمة الصباح" والديك في الإضاءة الافتتاحية. كما تتسم المجموعة بتقنيات سردية متنوعة، منها الاسترجاع الزمني والمونولوج الداخلي، مما يمنح النصوص عمقًا نفسيًا ويُبرز قدرة الكاتبة على التحكم في مسارات الحكي وتكثيف المعنى ضمن قالب قصصي قصير.

## النقد
المجموعة القصصية "نجمة الصباح" عمل مميز في أدب القصة القصيرة، حيث نالت إشادة عدد من النقاد الذين أبرزوا فرادة أسلوبها السردي وقدرتها على صهر الشخصيات داخل واقعها اليومي الرتيب دون أن تفقدها حيويتها أو عمقها الإنساني. وقد اعتُبرت قصص مثل "الهدية" و"تكريم" نماذج ناجحة في معالجة موضوعات الحب والخذلان والنسيان، بأسلوب يجمع بين الواقعية والتأمل الرمزي. كما أشار النقاد إلى توظيف الكاتبة لتقنيات سردية مثل الاسترجاع الزمني والمونولوج الداخلي، مما يمنح النصوص بعدًا نفسيًا عميقًا. ورغم بساطة اللغة، فإن المجموعة تتسم بكثافة دلالية تجعلها قادرة على ملامسة قضايا إنسانية واجتماعية متعددة، وقد اعتُبرت من أبرز الأعمال التي تُجسد تطور الكتابة النسائية المغربية في القصة القصيرة

## المرأة في المجموعة القصصية
تلعب المرأة دورًا محوريًا في المجموعة ، حيث تُجسد شخصياتها النسائية حالات إنسانية متعددة تتراوح بين الحب والخذلان، النضال والصبر، والتمرد والامتثال. وتُبرز القصص معاناة المرأة في مواجهة القيود الاجتماعية والعائلية، كما في قصة "الهدية" التي تُصور امرأة عاشقة تواجه خيبة أمل بعد انتظار طويل، أو في قصة "تكريم" التي تُظهر نساءً يشاركن في فضاء عام يعكس التهميش والاحتفاء الرمزي. وتُوظف الكاتبة شخصياتها النسائية بأسلوب سردي يجمع بين الواقعية والتأمل، مما يمنح المرأة صوتًا سرديًا مستقلًا يُعبر عن ذاتها وتطلعاتها، ويُعيد الاعتبار لتجربتها اليومية بوصفها مركزًا للحدث القصصي.

## أنظر أيضا
- أنين الماء: (مجموعة قصصية) 2003
- ندما يومض البرق: (قصص قصيرة جدا) 2008
- أريج الليل: (مجموعة قصصية) 2013
- الشبرق: (مجاميع قصصية) 2014
- صخرة سيزيف: (مجموعة قصصية) 2015